# Diocese do Japi
A Diocese Anglicana do Japi é uma Igreja Particular de Rito Anglicano, extinta em 1º de outubro de 2016, após passar à condição de uma Diocese Titular no seio do Movimento Anglicano Continuante. Está situada no Estado de São Paulo desde 14 de outubro de 2012, data da sua recepção e instalação sob a autoridade canônica do Arcebispado da Igreja Anglicana do Caribe e de Nova Granada, República da Colômbia. A partir de sua transformação em Diocese Titular, não possui mais território definido e nem povo que a integre, à semelhança das Dioceses Titulares da Igreja Católica Romana, das Dioceses Titulares da Ortodoxia e das Dioceses Titulares da Igreja da Inglaterra.

## Ordinário
- Bispo Titular: Vacante, desde 01 de outubro de 2016.
- O administrador de sua mantenedora é seu antigo Bispo Diocesano, atualmente seu Bispo Emérito e Bispo Sênior (o primeiro sagrado) do Movimento Anglicano Continuante - Brasil.

## Considerações sobre o Anglicanismo
O Anglicanismo pode ser considerado como um sistema eclesial cristão particular. Os princípios essenciais do Anglicanismo, aceitos de uma forma geral, são:
I- A Bíblia Sagrada - contêm toda revelação necessária para que a humanidade alcance vida plena. Toda a doutrina e liturgia anglicanas se sustentam na Bíblia Sagrada.
II- Os Credos Apostólico e Niceno - são os escritos no tempo da Igreja Católica antiga que constituem a Confissão Normativa da fé católica.
III- Os Sacramentos - A Igreja é sacramental, isto é, o Batismo e a Eucaristia são considerados como legítimos sacramentos diretamente ordenados por Cristo e que são considerados instrumentos da graça de Deus, denominados de Sacramentos do Evangelho. Também são professados os demais ritos sacramentais, denominados de Sacramentos da Igreja: a Confirmação, a Penitência, a Unção dos Enfermos, a Ordem Ministerial e o Matrimônio.
IV- O Episcopado histórico - é professado que a autoridade transmitida por Cristo aos Apóstolos e estes aos seus sucessores (os bispos) é, ao mesmo tempo, a garantia e a expressão da catolicidade e apostolicidade da Igreja.
O conceito da catolicidade no Anglicanismo vem, principalmente e sem deixar de considerar outras definições, da definição de Vicente de Lerins, que foi um eminente teólogo e abade no sul da França no século V da era cristã, explicitada em sua obra mais conhecida, o Commonitorium:
1) "Na Igreja Católica é preciso por o maior cuidado para manter o que se crê em todas as partes, sempre e por todos (Quod ubique, quod semper, quod ab amnibus). Eis o que é verdadeira e propriamente católico, segundo a ideia de universalidade, a antiguidade, o consenso geral. Seguiremos a universalidade se professarmos a única e verdadeira fé a que a Igreja inteira professa em todo o mundo; a antiguidade, se não nos separarmos de nenhuma forma dos sentidos que foram proclamados por nossos santos predecessores e Pais; o consenso geral, por último, se, nesta mesma antiguidade, abraçarmos as definições e as doutrinas de todos, ou de quase todos, os Bispos e mestres".
2) "Terão verdadeira preocupação em seguir as normas que no começo do que escrevi (Vicente de Lerins) que foram transmitidos por doutos e piedosos homens; isto é, interpretarão o Cânon divino das Escrituras segundo as Tradições da Igreja universal e as regras do dogma católico; na própria Igreja Católica e Apostólica deverão seguir a universalidade, a antiguidade e a unanimidade de consenso".
3) "Quanto aos Pais (da Igreja), é preciso consultar só o pensamento daqueles que santamente, sabiamente e com constância, viveram, ensinaram e permaneceram firmes na fé e na comunhão católica, e morreram fiéis a Cristo ou mereceram a alegria de dar sua vida por Ele. mas a estes se deve prestar fé seguindo esta regra: o que todos, ou ao menos a maioria, afirmaram claramente, à maneira de concílio de mestres perfeitamente unânimes, e que confirmaram ao aceitá-lo, conservá-lo e transmiti-lo, isso é o que deve ser mantido como indubitável, certo e verdadeiro. Ao contrário, tudo o que, fora da doutrina comum, e inclusive contra ela, tenha pensado um só - ainda que seja um santo ou um douto, um bispo, um confessor, um mártir - deve ser relegado para as opiniões pessoais, não oficiais, privadas, que não tem a autoridade da opinião comum, pública e geral (...).".

## Diocese
A Diocese do Japi pode ser considerada como uma Igreja Particular na Tradição Anglicana da Alta Igreja (Hight Church) e ortodoxa em matéria doutrinal. A denominação da Diocese leva o nome de uma localidade situada na cidade sede da cátedra episcopal, Jundiaí, a fim de evitar confusão com uma das outras sedes diocesanas já estabelecidas na cidade: a Diocese católica-romana de Jundiaí e a Diocese católica-brasileira de Jundiaí.

### Vinculação eclesiástica
A Diocese está vinculada, com o status de Titular, desde 01 de outubro de 2016, ao Movimento Anglicano Continuante - Brasil.

## Conclusão
O anglicanismo como sistema eclesial, na atualidade, possui várias vertentes autônomas. Umas mais conservadoras, outras mais liberais em matéria de costumes, outras mais ortodoxas e outras mais modernas em matéria doutrinal e litúrgica. Em todas as vertentes do anglicanismo há a valorização da tolerância, da inclusividade e do respeito pelas convicções de fé existentes nas demais famílias religiosas cristãs. A Diocese Titular do Japi, vinculada ao Movimento Anglicano Continuante - Brasil, possui essas características oriundas da Igreja da Inglaterra (The Church of England). Esta Igreja, considerada como a mãe de todas as Igrejas anglicanas espalhadas pelo mundo, conta com mais de 80 milhões de fiéis.